# Kryształowy miecz
Kryształowy miecz, także: Kryształowa szpada (fr. L'Épée de Cristal) – francuska seria komiksowa, stworzona przez scenarzystę Jacky’ego Goupila i rysownika Crisse’a (właśc. Didiera Chripeelsa), wydana w latach 1989–2004 przez wydawnictwa: Vents d’Ouest (tomy 1–5) i Soleil Productions (tom 6.). W 2014 serię reaktywowali: scenarzysta Kainzow i rysownik Christian Boubé, jednak po pierwszym tomie nowego cyklu zakończono jego publikację.

## Wydania polskie
Po polsku seria była wydawana trzykrotnie:
- jako Kryształowa szpada w latach 1993–1994 przez wydawnictwo Prószyński i S-ka w ramach czasopisma „Komiks” – tomy 1–3[2];
- jako Kryształowy miecz w latach 2002–2003 przez wydawnictwo Amber – tomy 1 i 2[3];
- jako Kryształowy miecz w roku 2016 przez wydawnictwo Ongrys  – wydanie zbiorcze tomów 1–6 i pojedyncze tomy w latach 2016–2017[4].

## Fabuła
Utrzymana w konwencji heroic fantasy seria opowiada o przygodach młodej wojowniczki Zorii. Jej świat, Kraina Niebiańskiego Rogu, jest zagrożony przez czarownika Niebytu. Dziewczynie zostaje powierzone zadanie odnalezienia pięciu Mistrzów Zmysłu, którzy mogą ocalić krainę. Przed wyprawą Zoria otrzymuje Kryształowy Miecz, niegdyś magiczną broń. Śladem Zorii i jej towarzyszy podążają ludzie Niebytu, chcąc przeszkodzić śmiałkom w ich misji.

## Tomy
| Tom | Tytuł i rok I wydania polskiego | Tytuł i rok I wydania oryginalnego |
| --- | ------------------------------- | ---------------------------------- |
| 1   | Woń Zgryźliwców (1993)          | Le Parfum des Grinches (1989)      |
| 2   | Spojrzenie Wenloka (1993)       | Le Regard de Wenlok (1991)         |
| 3   | Dotyk mangrowii (1994)          | La Main de la Mangrove (1991)      |
| 4   | Krzyk głuszca (2016)            | Le Cri du Grouse (1992)            |
| 5   | Smak siarki (2016)              | Le Goût de Sulfur (1994)           |
| 6   | Miasto wiatru (2016)            | La Cité des vents (2004)           |